# Phyllomedusa duellmani
Phyllomedusa duellmani es una especie de anfibios de la familia Phyllomedusidae. Es endémica de Perú.
Sus hábitats naturales incluyen montanos secos, ríos, marismas de agua dulce y corrientes intermitentes de agua. Está amenazada de extinción por la destrucción de su hábitat natural.